# Terras Salgadas

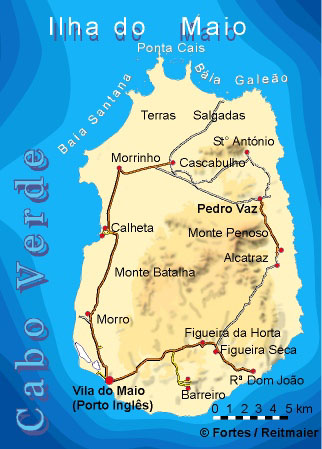
Terras Salgadas im Norden der Insel Maio.

Terras Salgadas (Portugiesisch für „Salziges Land“) ist ein ausgedehntes Naturgebiet im Nordwesten der Insel Maio, Kap Verde. Das Gebiet ist Teil des Schutzgebiets Parque Natural do Norte da Ilha do Maio. Es ist das größte saline Ökosystem der Inselgruppe und wird durch imposante Sanddünen strukturiert. Das Gebiet weist zahlreiche endemische Seevögel und Fische auf und ist Brutgebiet für Karettschildkröten. Die nächstgelegenen Siedlungen sind Morrinho, Cascabulho und Santo António. Als „saline“ (Französisch) und „zoutpan“ (Holländisch) wurde das Gebiet bereits 1747 in der Karte von Jacques-Nicolas Bellin verzeichnet.